# 永井奉子
永井 奉子（ながい ともこ、1981年5月10日 - ）は、日本の元競泳選手。種目は自由形。血液型A型。身長166cm。体重54kg。徳島県立徳島商業高等学校、筑波大学卒業。2001年世界水泳選手権800ｍフリーリレー銅メダリスト。

## 人物
2001年世界水泳選手権で萩原智子・山野井絵理・三田真希と共に女子800m自由形リレーに出場5着でゴールになったものの、オーストラリアとアメリカ合衆国が失格、苦しい問題となり2日がかりで銅メダルを獲得した 。

2004年4月24日に行われたアテネオリンピック選考会の女子自由形100m決勝で1位となったが、オリンピック標準記録突破はならなかった。一方で女子100m自由形・女子200m自由形・女子4×100mメドレーリレーに出場予定となった。女子4×100mメドレーリレーは結果は5位入賞となった。

引退後は2009年に中学・高校・大学の先輩と結婚した。

## 略歴
2002年
- 釜山アジア大会[7]
  - 50m自由形 4位
  - 100m自由形 2位
  - 200m自由形 3位
  - 4×100mリレー 2位
  - 4×200mリレー 2位

2003年
- ユニバーシアード
  - 100m自由形 3位
  - 200m自由形 5位
- 日本選手権
  - 100m自由形 1位
  - 200m自由形 1位

2004年
- アテネオリンピック
  - 100m自由形 16位
  - 200m自由形 13位
  - メドレーリレー 5位